# Нюель
Нюе́ль (фр. Nuelles) — колишній муніципалітет у Франції, у регіоні Овернь-Рона-Альпи, департамент Рона. Населення — 647 осіб (2010).
Муніципалітет розташований на відстані близько 380 км на південний схід від Парижа, 20 км на північний захід від Ліона.

## Історія
До 2015 року муніципалітет перебував у складі регіону Рона-Альпи. Від 1 січня 2016 року належить до нового об'єднаного регіону Овернь-Рона-Альпи.
1-1-2013 Нюель і Сен-Жермен-сюр-л'Арбрель було об'єднано в новий муніципалітет Сен-Жермен-Нюель.

## Демографія
Динаміка населення (INSEE ):
Розподіл населення за віком та статтю (2006):
| Стать | Всього | До 15 років | 15-24 | 25-44 | 45-64 | 65-85 | Понад 85 |
| --- | ------ | ----------- | ----- | ----- | ----- | ----- | -------- |
| Чоловіки | 309    | 92          | 27    | 83    | 87    | 16    | 4        |
| Жінки | 313    | 57          | 42    | 100   | 84    | 30    | 0        |
| \| Статево-вікова піраміда \| Статево-вікова піраміда \| Статево-вікова піраміда \| \| ----------------------- \| ----------------------- \| ----------------------- \| \| Чоловіки \| Вік \| Жінки \| \| 4 \| 85 + \| 0 \| \| 8 \| 80-84 \| 11 \| \| 0 \| 75-79 \| 0 \| \| 8 \| 70-74 \| 8 \| \| 0 \| 65-69 \| 11 \| \| 11 \| 60-64 \| 4 \| \| 34 \| 55-59 \| 27 \| \| 27 \| 50-54 \| 34 \| \| 15 \| 45-49 \| 19 \| \| 19 \| 40-44 \| 27 \| \| 38 \| 35-39 \| 31 \| \| 15 \| 30-34 \| 15 \| \| 11 \| 25-29 \| 27 \| \| 23 \| 20-24 \| 15 \| \| 4 \| 15-20 \| 27 \| \| 38 \| 10-14 \| 27 \| \| 31 \| 5-9 \| 15 \| \| 23 \| 0-4 \| 15 \| |        |             |       |       |       |       |          |
| Статево-вікова піраміда |        |             |       |       |       |       |          |
| Чоловіки | Вік    | Жінки       |       |       |       |       |          |
| 4 | 85 +   | 0           |       |       |       |       |          |
| 8 | 80-84  | 11          |       |       |       |       |          |
| 0 | 75-79  | 0           |       |       |       |       |          |
| 8 | 70-74  | 8           |       |       |       |       |          |
| 0 | 65-69  | 11          |       |       |       |       |          |
| 11 | 60-64  | 4           |       |       |       |       |          |
| 34 | 55-59  | 27          |       |       |       |       |          |
| 27 | 50-54  | 34          |       |       |       |       |          |
| 15 | 45-49  | 19          |       |       |       |       |          |
| 19 | 40-44  | 27          |       |       |       |       |          |
| 38 | 35-39  | 31          |       |       |       |       |          |
| 15 | 30-34  | 15          |       |       |       |       |          |
| 11 | 25-29  | 27          |       |       |       |       |          |
| 23 | 20-24  | 15          |       |       |       |       |          |
| 4 | 15-20  | 27          |       |       |       |       |          |
| 38 | 10-14  | 27          |       |       |       |       |          |
| 31 | 5-9    | 15          |       |       |       |       |          |
| 23 | 0-4    | 15          |       |       |       |       |          |

## Економіка
2010 року серед 434 осіб працездатного віку (15—64 років) 346 були активними, 88 — неактивними (показник активності 79,7%, у 1999 році було 71,0%). З 346 активних мешканців працювали 332 особи (171 чоловік та 161 жінка), безробітними було 14 (7 чоловіків та 7 жінок). Серед 88 неактивних 43 особи були учнями чи студентами, 27 — пенсіонерами, 18 були неактивними з інших причин.

У 2010 році в муніципалітеті числилось 239 оподаткованих домогосподарств, у яких проживали 685,5 особи, медіана доходів виносила 24 127 євро на одного особоспоживача